# Caius Claudius Marcellus (consul en -50)
Pour les articles homonymes, voir Caius Claudius Marcellus.
Caius Claudius Marcellus, dit aussi en latin Caius Claudius Marcellus Minor ou en français Marcel (88 av. J.-C. - 40 av. J.-C.), est consul en 50 av. J.-C. Il appartient à la branche des Claudii Marcelli de la gens Claudia. Fils de Caius Claudius Marcellus et de Junia de Rome. Il est le cousin du consul de 49 av. J.-C., qui porte le même nom que lui et celui du consul de 51 av. J.-C, Marcus Claudius Marcellus.
En 54 av. J.-C., il se marie avec Octavie la Jeune, petite-nièce du dictateur romain Jules César et sœur d'Octave, le futur Auguste. Afin de consolider son alliance avec Pompée, César proposera à ce dernier d'épouser Octavie, Caius Claudius devant alors la répudier. Pompée déclinera cependant cette offre. Ils ont eu trois enfants: Claudia Marcella l’Aînée en 44 av. J.-C., Claudia Marcella la Jeune en 43 av. J.-C. et Marcus Claudius Marcellus en 42 av. J.-C., qu'Auguste sans descendance adoptera afin d'en faire son héritier. Les filles sont nées à Rome et leur fils est né à Baïes. Le général romain Varus et ses deux sœurs étaient des petits-enfants de son premier mariage.

## Le consulat de Caius Claudius
Son cousin, Marcus Claudius, avait en sa qualité de consul, proposé, au début de l'année 51 av. J.-C., de remplacer César dans son commandement en Gaule,. Pompée avait cependant décidé de temporiser et de respecter le délai légal d'expiration du proconsulat de César, soit le 1er mars de 50 av. J.-C. C'est alors qu'expira ce proconsulat que Caius Claudius prit ses fonctions de consul. À travers la question de la remise des pouvoirs proconsulaires de César se posait la question de la perte pour lui de son pouvoir de commandement, l'imperium, qui le protégeait d'un procès que voulaient lui intenter ses adversaires. Perdre son imperium et rentrer à Rome comme simple particulier serait pour César la certitude d'un procès qui l'empêcherait de prétendre à un nouveau consulat. César obtint cependant un sursis d'un an, grâce à l'action du collègue de Caius Claudius au consulat, Lucius Aemilius Paullus, ainsi que celle du tribun de la plèbe Curion. Peu avant de nouvelles élections aux comices centuriates devant désigner les consuls pour 49 av. J.-C., la question de la remise des pouvoirs proconsulaires de César au Sénat revint dans l'actualité politique. Curion, appuyé par Lucius Aemilius Paullus, le second consul, proposa que César et Pompée abandonnent tous deux leurs pouvoirs. Caius Claudius tenta de s'opposer à cette proposition, mais ne fut suivi que par une minorité du Sénat Il fit cependant annuler le vote avant de quitter Rome pour Albe, où il retrouva Pompée et lui confia le sort de la République. Il permit à Pompée de prendre le commandement de deux légions stationnées à Capoue et l'autorisa à recruter de nouvelles troupes. La guerre civile était alors imminente, elle éclaterait l'année suivante sous le consulat de son cousin homonyme.

## Guerre civile et mort
Il prend finalement la décision de ne pas s'opposer à César, il aurait d'ailleurs souhaité, sans succès, que Cicéron ne quitte pas l'Italie. Une fois la guerre civile remportée par César, Caius Claudius milite activement auprès du vainqueur pour le retour de son cousin qui s'était volontairement exilé à Mytilène. César accepta le retour de l'exilé et Caius Claudius se jeta à ses pieds pour remercier sa clémence.
Il est également devenu un défenseur d'Octave, son neveu et de l'orateur Cicéron.
Il est mort en 40 av. J.-C., quelque temps avant la Paix de Brindes. Son épouse, Octavie, se remaria avec Marc Antoine avant le délai légal de
veuvage qui était de dix mois.